# Дончо Сумпаров
Дончо Занев Сумпаров (Сумпуров) е български социалист, читалищен и театрален деец от началото на ХХ век, развивал дейнността си в читалище „Развитие“ в град Разград. Заедно със своите близки Вълчо Сумпаров и актьора Евстати Сумпаров е сред основните разпространители на социалистическите идеи в Разград. Неговото име днес носи улица в Разград.

## Биография
През 1890 г. Дончо Сумпаров се обучава в Мъжката гимназия в Разград, където е съосновател на марксистка самообразователна група. С тази група Сумпаров започва чествания на Деня на труда и на международната работническа солидарност, поради което е изключен от учебното заведение заедно със Стефан Георгиев и Страшимир Георгиев. Продължава обучението си във Велико Търново, където през 1892 г. се приобщава към социалистическия кръжок на Димитър Благоев. В крайна сметка гимназистът Сумпаров отново е изключен след организиране на ученически стачки и демонстрации. При политическите трусове в Разградско през 1893 г. активна позиция заемат неговите роднини Вълчо Сумпаров и Георги Сумпаров.
Поради ораторските си способности, през 1894 г. Дончо Сумпаров е избран за секретар-агитатор на Общия печатарски синдикат. От 12 януари до 2 април 1895 г. по поръчение на Димитър Благоев и заедно с Димитър Бахнев създава първите организации на печатарските синдикати в Русе, Разград, Ямбол, Велико Търново, Габрово, Сливен, Пловдив, Варна и Бургас. Общува с Драгой Коджейков и други комунистически и синдикални дейци.
През 1906 година в своя труд „Принос към историята на социализма в България“ Димитър Благоев сочи Дончо Сумпаров като вдъхновител на работническото движение в България.
На 2 септември 1969 г. е обявен за почетен гражданин на Разград по повод 25-тата годишнина от 9 септември 1944 г.